# Ishigaki Rin
Ishigaki Rin (jap. 石垣りん; * 21. Februar 1920 in Tokio; † 26. Dezember 2004) war eine bekannte zeitgenössische Dichterin in Japan, die Teil der zweiten Welle der modernen Renaissance der Frauenlyrik im Nachkriegsjapan war. Sie beschrieb mit den Mitteln einer einfachen, klaren Sprache und Alltagsmotiven die Frau als Individuum in Familie und Gesellschaft. Einige ihrer Werke wurden in japanische Schulbücher aufgenommen.

## Leben
Ishigaki Rin wurde 1920 in Akasaka, einem damaligen Stadtteil Tokios geboren. Ihre Mutter starb, als sie vier Jahre alt war. Ishigaki begann bereits in ihrer Kindheit zu schreiben. Als sie die Schule abschloss, lebte sie mit ihrer dritten Stiefmutter, ihrem jüngeren Bruder und einem jüngeren Stiefbruder zusammen. Nach ihrem Schulabschluss 1934 verdiente sie als Bankangestellte bei der Nihon Kōgyō Bank (日本興業銀行) ihren Lebensunterhalt. Ihr Arbeit ermöglichte ihr eine Flucht aus ihrem Zuhause und verschaffte ihr Unabhängigkeit, da ihre Eltern in der Lage waren, die Familie zu versorgen, ohne dass sie ein zusätzliches Einkommen erzielen musste.
Nach dem Zweiten Weltkrieg war sie zur Rückkehr zu ihrer Familie gezwungen. Das Leben im Nachkriegsjapan lastete schwer auf ihren Schultern. Als einfache Angestellte erlebte sie geschlechtsspezifische Lohndiskriminierung und Diskriminierung also Person ohne akademische Qualifikationen. Sie war unverheiratet und verarmt, gezwungen zur arbeiten, um ihren bettlägerigen Vater zu unterstützen. Sie opferte hierfür auch ihre Freizeit. Sie beobachtete, wie ihre Stiefmütter deren Autorität ausnutzten und wie ihr gelähmter Vater von ihnen abhängig war, was ihren kritischen Blick auf Familie und gesellschaftliche Normen prägte.
Sie meisterte die turbulenten Jahre des 20. Jahrhunderts nur, indem sie ihrer Arbeit die Ruhe des Alltags verlieh. Sie erfüllte sich ihren Traum, eine unabhängige berufstätige Frau zu werden, indem sie im Alter von fünfzig Jahren eine bescheidene Einzimmer-Eigentumswohnung kaufte. Im Jahr 1975 trat sie nach einer langen Karriere bei der Industrial Bank of Japan in den Ruhestand und zog in eine eigene Wohnung, was ihre Befürwortung persönlicher Freiheit, wie in ihren Werken dargestellt, verkörperte. Sie gewann nach dem Zweiten Weltkrieg eine treue Leserschaft.
Als Mitglied eines Literaturzirkels in ihrer Bank begann sie Gedichte zu schreiben; 1959 erschien eine erste Sammlung. Ihr zweiter Band, der 1968 erschien, wurde mit einem Poesie-Preis für die beste Poesiesammlung des Jahres in Japan ausgezeichnet (H氏賞, H-shi-shō).
In dieser Zeit war es in Japan noch ungewöhnlich für eine Frau, selbständig und berufstätig zu leben, manchmal wurde sie als die „Bankangestellten-Dichterin“ bezeichnet.

## Wirken
Ishigaki begann als Autodidaktin während ihrer Arbeit mit dem Schreiben freier Verse und von Tanka- und Haiku-Gedichten. Während ihrer Karriere veröffentlichte Ishigaki vier Gedichtbände, drei Sammlung persönlicher Essays und zwei herausgegebene Bände moderner Lyrik. Trotz eines überschaubaren Werkumfangs und begrenzter Beteiligung an der Literaturszene bleibt ihr Einfluss erheblich, wodurch sie eine der bekanntesten zeitgenössischen Dichterinnen Japans ist. Ihr vielfältiges Werk umfasst soziale und politische Themen, Liebe, Tod und Alter, wobei sie stets die individuelle Freiheit und Selbstausdruck betont. Ihre Poesie konzentriert sich auf die Realität ihrer Familie, ihres Zuhauses und ihrer Arbeit und spiegelt ihre Erfahrungen als Frau aus der Arbeiterklasse und ihren Kampf um Unabhängigkeit wider.
Ihr Gedicht Aisatsu (Gruß, 1952), geschrieben zur Erinnerung an den Atombombenabwurf auf Hiroshima, markierte den Beginn ihrer bedeutenden nachkriegszeitlichen literarischen Beiträge. Ihre erste Anthologie mit dem Titel Ich habe Töpfe, Pfannen und eine brennende Flamme vor mir behandelt Themen wie Blutsverwandtschaft, Familie, Heimat, Alltag und Arbeit.
Ihr zweiter Gedichtband, Namensschild und andere Gedichte (1968), steigerte ihren Bekanntheitsgrad erheblich und machte sie zu einer der bekanntesten zeitgenössischen Dichterinnen in Japan. Ihr wohl bekanntestes Gedicht ist Hyōsatsu (Namensschilder), das ihre persönliche Wandlung von kollektiver zu individueller Identität widerspiegelt. Vordergründig scheinen ihre Gedichte gegen die Frauenbefreiung zu sein, jedoch wurzeln sie in der japanischen Frauenwelt mit einer einfachen und festen Sprache und weisen einen ernsten Humor auf.
Ihre persönlichen Essays bieten Einblicke in ihr Leben, die Veränderungen Tokios nach dem Krieg und die anhaltenden Auswirkungen des Krieges auf ihr Bewusstsein. Ishigakis Lyrik wird weiterhin für ihre Tiefe und Relevanz gefeiert und verbindet die Vergangenheit und Gegenwart Japans mit Anmut und Nachdenklichkeit.

## Werke
Dichtung
- Die Pfanne, der Topf und das brennende Feuer vor mir (私の前にある鍋とお釜と燃える火と), Eureka, 1959.
- Namensschild und andere Werke (表札など) Sichosha, 1968.
- Curriculum Vitae (略歴), Kaosha, 1979.
- Zärtliche Worte (やさしい言葉), Kaosha, 1984.

Ausgewählte eigene Dichtungen herausgegebenen von der Autorin
- Dichtungen Ishigaki Rins (石垣りん詩集) Shichosha, 1971.
- Himmel an der Schulter (空をかついで) Dowaya, 1997.
- An der Ecke des Universums (宇宙の片隅で) Rironsha, 2004

Ausgewählte eigene und andere Dichtungen herausgegebenen von der Autorin
- Dichtung im Hause (家庭の詩) Chikumashobo, 1981.
- Landschaft in der Dichtung (詩の中の風景: くらしの中によみがえる), Fujinnotomosha, 1992.

Prosa
- Humor no sakoku (ユーモアの鎖国) Hokuyosha, 1973.
- Homura ni te o kazashite (焔に手をかざして) Chikumashobo, 1980.
- Yoru no taiko (夜の太鼓) Chikumashobo, 1989.